# Tutiće
Tutiće (cyr. Тутиће) – wieś w Serbii, w okręgu zlatiborskim, w gminie Sjenica. W 2011 roku liczyła 22 mieszkańców.